# Couples (album)
Albums de The Long Blondes
Someone To Drive You Home
(2006)
Couples est le deuxième album du groupe anglais de rock indépendant The Long Blondes, publié le 24 mars 2008 chez Rough Trade.

## Liste des chansons
Toute la musique est composée par The Long Blondes.
| No  | Titre                      | Durée |
| --- | -------------------------- | ----- |
| 1.  | Century                    | 5:36  |
| 2.  | Guilt                      | 4:35  |
| 3.  | The Couples                | 3:37  |
| 4.  | I Liked the Boys           | 1:59  |
| 5.  | Here Comes the Serious Bit | 2:49  |
| 6.  | Round the Hairpin          | 5:43  |
| 7.  | Too Clever by Half         | 4:26  |
| 8.  | Erin O'Connor              | 3:09  |
| 9.  | Nostalgia                  | 3:12  |
| 10. | I'm Going to Hell          | 5:58  |